# Nikolaus Esterházy

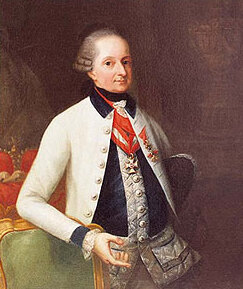

Nikolaus I, Hoàng tử Esterházy (tiếng Hungary: Esterházy I. Miklós, tiếng Đức: Nikolaus I. Joseph Fürst Esterhazy) (18 tháng 12 năm 1714-28 tháng 9 năm 1790), hay còn được gọi là Nikolaus Esterházy là một vị hoàng tử của Hungary, một trong những thành viên nổi tiếng của dòng họ Esterházy. Ông là chủ nhân của nhà soạn nhạc nổi tiếng người Áo Joseph Haydn. Ông là người hào phóng, mê âm nhạc và chơi thành thạo đàn viola, cho nên ông cho xây dựng trong trang trại của mình một nhà hát có sân khấu, biểu diễn được các vở opera và operetta.